# Music from Memory
 (juillet 2024).
Music from Memory est un label discographique indépendant basé à Amsterdam et fondé en 2013 par Abel Nagengast, Jamie Tiller et Tako Reyenga. Initialement dédié à des ressorties de titres et albums indisponibles, il fait ensuite paraître des nouveautés. Le nom du label fait référence au titre d'un album de Vito Ricci (en). Le cofondateur du label, Jamie Tiller, meurt le 15 octobre 2023,, la dernière compilation à laquelle il a travaillé est publiée un an plus tard.